# Сент-Ибар (Коррез)
Сент-Иба́р (фр. Saint-Ybard, окс. Sanch Ibarch) — коммуна во Франции, находится в регионе Лимузен. Департамент — Коррез. Входит в состав кантона Юзерш. Округ коммуны — Тюль.
Код INSEE коммуны — 19248.
Коммуна расположена приблизительно в 390 км к югу от Парижа, в 50 км юго-восточнее Лиможа, в 28 км к северо-западу от Тюля.

## Население
Население коммуны на 2008 год составляло 656 человек.
| 1962 | 1968 | 1975 | 1982 | 1990 | 1999 | 2008 |
| ---- | ---- | ---- | ---- | ---- | ---- | ---- |
| 700  | 770  | 703  | 660  | 591  | 590  | 656  |

## Климат
| Показатель                                                  | Янв. | Фев. | Март | Апр. | Май  | Июнь | Июль | Авг. | Сен. | Окт. | Нояб. | Дек. | Год   |
| ----------------------------------------------------------- | ---- | ---- | ---- | ---- | ---- | ---- | ---- | ---- | ---- | ---- | ----- | ---- | ----- |
| Средний суточный максимум, °C                               | 7,0  | 8,3  | 11,1 | 13,7 | 17,7 | 21,2 | 23,7 | 23,5 | 20,3 | 16,2 | 10,4  | 7,5  | 15,1  |
| Средняя температура, °C                                     | 4,2  | 5    | 7,2  | 9,5  | 13,3 | 16,5 | 18,7 | 18,6 | 15,7 | 12,3 | 7,2   | 4,7  | 11,1  |
| Средний суточный минимум, °C                                | 1,4  | 1,8  | 3,4  | 5,3  | 8,9  | 11,9 | 13,8 | 13,8 | 11,2 | 8,4  | 4,0   | 1,9  | 7,2   |
| Норма осадков, мм                                           | 89,9 | 77,3 | 80,8 | 84   | 89,2 | 70,1 | 62,8 | 78,1 | 80   | 89,3 | 93,9  | 97,1 | 992,5 |
| Источник: Climatologie de 1959 à 2008 - Saint-Ybard, France |      |      |      |      |      |      |      |      |      |      |       |      |       |

## Администрация
| Период | Период | Фамилия      | Партия                    | Примечания |
| ------ | ------ | ------------ | ------------------------- | ---------- |
| 1947   | 1965   | Пьер Бурбулу |                           |            |
| 1965   | 1989   | Эмиль Дюпюи  |                           |            |
| 1989   |        | Жан-Жак Дюма | Союз за народное движение |            |

## Экономика
В 2007 году среди 374 человек в трудоспособном возрасте (15-64 лет) 285 были экономически активными, 89 — неактивными (показатель активности — 76,2 %, в 1999 году было 72,1 %). Из 285 активных работали 275 человек (147 мужчин и 128 женщин), безработных было 10 (6 мужчин и 4 женщины). Среди 89 неактивных 31 человек были учениками или студентами, 39 — пенсионерами, 19 были неактивными по другим причинам.

## Города-побратимы
- Сент-Ибар (Франция)